# Ixora dorgelonis
Ixora dorgelonis är en måreväxtart som beskrevs av Cornelis Eliza Bertus Bremekamp. Ixora dorgelonis ingår i släktet Ixora och familjen måreväxter. Inga underarter finns listade i Catalogue of Life.